# Bezzia sivashica
Bezzia sivashica är en tvåvingeart som beskrevs av Remm och Zhogolev 1968. Bezzia sivashica ingår i släktet Bezzia och familjen svidknott. Inga underarter finns listade i Catalogue of Life.